# Brian Culbertson
Brian Culbertson (Decatur, Illinois; 12 de enero de 1973) es un músico, instrumentista, productor e intérprete estadounidense de smooth jazz, R & B y funk. Sus instrumentos incluyen piano, sintetizador y trombón.

## Carrera
A los ocho años ya tocaba el piano, la batería a los nueve, el trombón a los diez y el bajo a los doce. Cuenta entre sus influencias grandes nombres del funk, especialmente Earth, Wind & Fire, Chicago, Tower of Power, The Brecker Brothers, David Sanborn, Yellowjackets y Chick Corea. Culbertson ha trabajado con cantantes como Trey Lorenz o Kenny Lattimore realizando arreglos en sus obras.
En 1994, con 20 años, produjo su primer disco, Long Night Out. Por esa época compaginaba la realización de conciertos con la composición de música para comerciales de diversas compañías como United Airlines, Coors, Gatorade, McDonald's, Nintendo o Sears.
Culbertson, hasta ahora, ha editado veinte discos. Los primeros tres discos bajo el sello musical Blue Moon, y luego se cambió a Atlantic, con quienes produjo tres discos más. El séptimo salió a la venta con Warner Jazz, y en 2005 se cambió a GRP Records, sello discográfico especializado en jazz. 
Brian Culbertson también trabajó y colaboró con otros músicos de jazz, a veces como compositor y otras haciendo arreglos. Brian ha trabajado con Maurice White de Earth, Wind & Fire, Larry Graham, Michael McDonald, Chris Botti, Musiq Soulchild, Ledisi, Barry Manilow, Herb Alpert, Natalie Cole, Chuck Brown y Bootsy Collins.
Su último álbum, publicado el 10 de abril de 2020, se titula acertadamente XX (número romano para 20) porque es su vigésimo disco en solitario. Con muchos invitados, incluidos Mr. Talkbox, Bootsy Collins, Avery * Sunshine, Marcus Anderson, Everett Harp, Noel Gourdin, Patches Stewart, Ray Parker Jr., Paul Jackson Jr., Jubu Smith, Nicholas Cole y más, el álbum XX recorre pistas que recuerdan a todos los álbumes de Brian: Smooth Jazz, Funk, Góspel, Pop, R&B y más.
Está casado con Michelle Culbertson, también conocida por su nombre artístico Micaela Haley; la pareja vive en la ciudad de Chicago.

## Discografía
- Long Night Out (1994)
- Modern Life (1995)
- After Hours (1996)
- Secrets (1997)
- Somethin' Bout Love (1999)
- Nice & Slow (2001)
- Come on Up (2003)
- It's On Tonight (2005)
- A Soulful Christmas (2006)
- Bringing back the Funk (2008)
- Live from the Inside (2009)
- XII (2010)
- Dreams (2012)
- Another Long Night Out (2014)
- Live - 20th Anniversary Tour (2015)
- Funk! (2016)
- Colors Of Love (2018)
- Winter Stories (2019)
- XX (2020)